# Opletalova
Opletalova ulice na Novém Městě v Praze vede od Václavského náměstí kolem Vrchlického sadů u Hlavního nádraží k Hybernské ulici. Názvána je podle studenta Univerzity Karlovy Jana Opletala (1915–1939), který tragicky zahynul na protestech proti nacistické okupaci 28. října 1939. Univerzita Karlova má na čísle 26 Institut ekonomických studií Fakulty sociálních věd a na čísle 38 kolej Jednota.
Na čísle 5 je divadlo Radka Brzobohatého, které uvádí světovou dramatickou tvorbu. Honorární konzulát Singapurské republiky je na čísle 27.
Pro výstavbu nového polyfunkčního centra Květinový dům na číslech 1 a 3 byly zbořeny historické budovy, v roce 2013 Pražská akciová tiskárna a v roce 2017 Dům U Turků.

## Historie a názvy
Prostor ulice byl obydlen už ve středověku, Vrchlického sady v severní části byly budovány na místech, kde do roku 1875 stály novoměstské hradby. Ulice byla rozdělena na jižní část od Václavského náměstí po Růžovou ulici a severní část k Hybernské ulici, názvy kterých se měnily:
- jižní část od 15. století do roku 1839 – „Bosácká“ podle Jana Bosáka, majitele domu na čísle 13
- 15. století – severní část měla název „Chudobická“ podle zdejší vesnice Chudobice
- 17. století – jižní část měla název „Turkova“ podle domu U Turků a severní část se nazývala „Dolejší hradební“
- 1839 – celá ulice má název „Mariánská“ podle Marie Anny Savojské (1803–1884), manželky českého krále a rakouského císaře Ferdinanda I. Dobrotivého

Dále ulice vystřídala názvy Lützowova, Beethovenova (1940–1945) a opět Lützowova. Název Lützowova obdržela ulice po hraběti Františku Lützowovi. Hrabě PhDr. h.c. František Lützow z Dreylützenu a Seedorfu byl šlechticem německo-anglického původu. Narodil se 21. 3. 1849 v Hamburku a zemřel ve švýcarském Terrietet 13. 1. 1916. Přeložil do angličtiny Komenského Labyrint světa a ráj srdce (1901), propagoval českou kulturu a upozorňoval britskou veřejnost na mezinárodní význam české otázky. Zasloužil se o navázání styků mezi pražskou a londýnskou radnicí. Stal se čestným předsedou Českého olympijského výboru a v roce 1908 vedl českou výpravu na Olympijských hrách v Londýně. Byl členem Mezinárodního olympijského výboru.
Po vypuknutí první světové války odešel do Švýcarska. Zde navázal kontakt se začínajícím čs. zahraničním odbojem a v roce 1915 se podílel na přípravě Husových oslav v Ženevě a na zahraničním protihabsburském odboji. V lednu 1916 zemřel ve švýcarském exilu. Rakev s jeho ostatky byla převezena na rodinné sídlo Žampach. Vzhledem k tomu, že rakouské úřady nepovolily jeho pohřeb, byl uložen do rodinné hrobky ve Vamberku. Po ustavení Československé republiky byla na jeho počest pojmenována v letech 1923–1940 a po druhé světové válce opětovně v letech 1945–1947 dnešní Opletalova ulice (od roku 1945 také ve tvaru třída Jana Opletala). Název Lützowova zůstal ještě do roku 1952 u části ulice od Růžové až po Václavské náměstí. Jméno významného přítele českého národa nadále ze seznamu pražských ulic zmizelo.
- od roku 1952 nesla celá ulice název „Opletalova“.

## Budovy, firmy a instituce
- Květinový dům – Opletalova 1 a 3, nahradil budovy Dům U Turků a Pražská akciová tiskárna[9]
- Česká tisková kancelář, Divadlo Radka Brzobohatého – Opletalova 5[10][11]
- Daňkův palác – Opletalova 19[12]
- městský dům – Opletalova 24[13]
- Institut ekonomických studií Fakulty sociálních věd Univerzity Karlovy – Opletalova 26[14]
- Autoklub České republiky – Opletalova 29[15]
- městský dům – Opletalova 49[16]